# Schlangenbuche
Schlangenbuche wurde eine Buche in der Nähe des Dorfes Weichersbach genannt, seit dort im Jahr 1714 ein Jäger von einer Abgottschlange, einer Boa Constrictor, erschreckt wurde.

## Standort
Die Schlangenbuche stand östlich des heutigen Basaltwerkes Ramholz auf den Koordinaten 50° 20′ 6″ N, 9° 39′ 6″ O.

## Geschichte
Im Jahre 1714 bemerkte der Jägermeister Melchior Linz beim Begehen seiner Jagdroute eine mehr als 3 Meter lange Boa constrictor, die sich in der Sonne wärmte. Er war so verwundert, dass er nicht auf die Idee kam zu schießen, so dass sich die Schlange verstecken konnte. Später suchte er mit entsicherter Büchse nach ihr, konnte sie aber nicht mehr finden. Auch die darauffolgenden Tage blieb sie verschwunden. Erst am vierten Tag, als der Jäger sich erschöpft unter die spätere Schlangenbuche setzte, entdeckte er sie. Die Schlange lag direkt über ihm auf einem Ast. Er riss seine Büchse hoch und schoss. Die Schlange bäumte sich auf und stürzte mit aufgerissenem Maul auf den Jägermeister. Dieser entkam nur mit knapper Not und rannte den ganzen Weg von der Buche bis zu seinem Haus in Weichersbach. Dort erlag er zwei Tage später einem schweren Schock. Vor seinem Tod erzählte er von seiner Begegnung und viele Männer machten sich auf, die Schlange zu suchen. Sie fanden sie mit kugeldurchbohrtem Kopf an der Stelle, die der Jäger beschrieben hatte.
Anna Margarethe, eine Tochter des Jägers, war mit dem Förster Johannes Manns verheiratet, der in Mespelbrunn im Spessart lebte.
Aus dieser Ehe gingen neun Kinder hervor. Eine der Töchter, Barbara Elisabeth Manns, heiratete den Förster Johann Gümbel aus Dannenfels in der Pfalz. Sie waren die Stammeltern einer reichen und angesehenen Förster- und Pfarrersfamilie, aus der auch der verstorbene Bundespräsidenten Theodor Heuss hervorging. Somit ist der Jägermeister Melchior Linz ein Ahnherr des ersten deutschen Bundespräsidenten.
Es kann angenommen werden, dass die Schlange, ursprünglich in Südamerika beheimatet, einem Gaukler entkrochen war. Die Haut der Boa Constrictor war bis 1943 im Kasseler Ottoneum ausgestellt, wo sie bei einem Bombenangriff verbrannte. Der Kolben der Büchse des Jägers bekam eine silberne Einlage. Sie ist heute verschollen.
Die Schlangenbuche musste im Laufe der Jahrhunderte mehrfach ersetzt werden. Das letzte Exemplar wurde von einem Pilz befallen und daraufhin gefällt, jedoch an Ort und Stelle liegengelassen, um eine Vorstellung der Größe und des Alters zu vermitteln.